# رژیم (درمان)

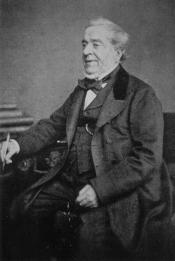
ولیام بانتینگ؛ رواج دهنده رژیم تغذیه

رژیم (انگلیسی: Dieting) به نوعی خوردنِ حساب‌شده و تحت‌کنترل گفته می‌شود تا بتوان وزن بدن را کم، زیاد یا در وضعیت فعلی حفظ کرد. به عبارت دیگر، کنترل یا محدودیت آگاهانه و ارادی تغذیه را رژیم می‌گویند. محدودکردن غذا در ترکیب با فعالیت بدنی اغلب برای افرادی در نظر گرفته می‌شود که اضافه وزن دارند یا چاق هستند. برخی دیگر، رژیم‌های خاصی به منظور چاق‌شدن و افزودن وزن اتخاذ می‌کنند. (معمولاً از طریق افزودن حجم عضلانی). گاهی نیز رژیم، به منظور ثابت‌نگه‌داشتن وزن بدن و بهبود سلامتی اِعمال می‌شود. به‌طور مشخص، رژیم گرفتن می‌توان به‌منظور جلوگیری از بروز دیابت یا درمان آن انجام شود.
رژیم‌هایی که به منظور کاهش وزن گرفته می‌شوند، خودشان به چند زیرگروه «رژیم کم چربی»، «رژیم کم قند»، «رژیم کم‌کالری» و « «رژیم بسیار کم‌کالری» (VLCD) تقسیم می‌شوند که اخیراً «رژیم منعطف» هم به آنها افزوده شده‌است. در یک فرا پژوهش که بر روی ۶ آزمایش تصادفی کنترل‌شده صورت پذیرفت، نشان داد که هیچ تفاوتی ما بین رژیم‌های «کم چربی»، «کم قند» و «کم‌کالری» برای کاهش وزن ۲ تا ۴ کیلوگرمی ظرف ۱۲ تا ۱۸ ماه وجود ندارد. ظرف ۲ سال، تمامی  رژیم‌های کم‌کالری، فارغ از نوع غذاهای بکار رفته در آنها، باعث کاهش وزن یکسانی شدند. در مجموع، مؤثرترین نوع رژیم، رژیمی است که کالری مصرفی را کم کند.
در پژوهشی که در مجلهٔ «اِمریکن سایکالوجیست» منتشر شد، محققان ثابت کردند که رژیم‌های کوتاه‌مدت که «محدودیت شدید دریافت کالری» داشتند، «در اکثریت دریافت‌کنندگان‌شان منجر به بهبود وزن و سلامت پایدار نشد.» مطالعات دیگری هم نشان داده‌اند که برخی افراد قادرند کاهش‌وزن‌شان را بدنبال رژیم حفظ کنند.
کاهش وزنی که از طریق رژیم‌گرفتن باشد، اگرچه در افرادی که از لحاظ پژشکی در طبقه‌بندی بیماران جای می‌گیرند، مفید است، اما در افرادی که سالم هستند، بالعکس، موجب افزایش مرگ‌ومیر می‌شود.
نخستین رژیم تغذیه‌ای مشهور، «بنتینگ» نام داشت که نامش را از «ویلیام بنتینگ» (مقاطعه‌کار کفن‌ودفن اهل انگلستان) می‌گرفت. او در یک جزوهٔ چاپی تحت عنوانِ «عریضه‌ای دربارهٔ فربهی، خطاب به آحاد مردم» در سال ۱۸۶۳ میلادی، جزئیات یک رژیم تغذیه‌ای کم قند-کم‌کالری خاص را شرح داد که باعث کاهش وزن چشمگیری در خودش شده بود.